# Ángel Kreiman Brill
Ángel Kreiman-Brill (Buenos Aires, 22 de diciembre de 1945–Rancagua, 5 de enero de 2014) fue Gran Rabino de Chile, director del Consejo Internacional de Cristianos y Judíos en Latinoamérica y el vicepresidente Internacional del Consejo Mundial de Sinagogas.
Fue también rabino de la Congregación Israelita de la República Argentina. Distintas fuentes lo consideran un referente y una figura destacada del judaísmo contemporáneo.

## Biografía
Nació en Buenos Aires en el seno de una familia judía secular. Se graduó como profesor de Hebreo y Ciencias Judaicas en el Seminario Morim de Buenos Aires (1963). 
Se casó con Susy Wolynski en 1969, quien más tarde moriría en el atentado a la AMIA en 1994. El Rabino Kreiman-Brill nunca se recuperaría de la muerte de su esposa. 

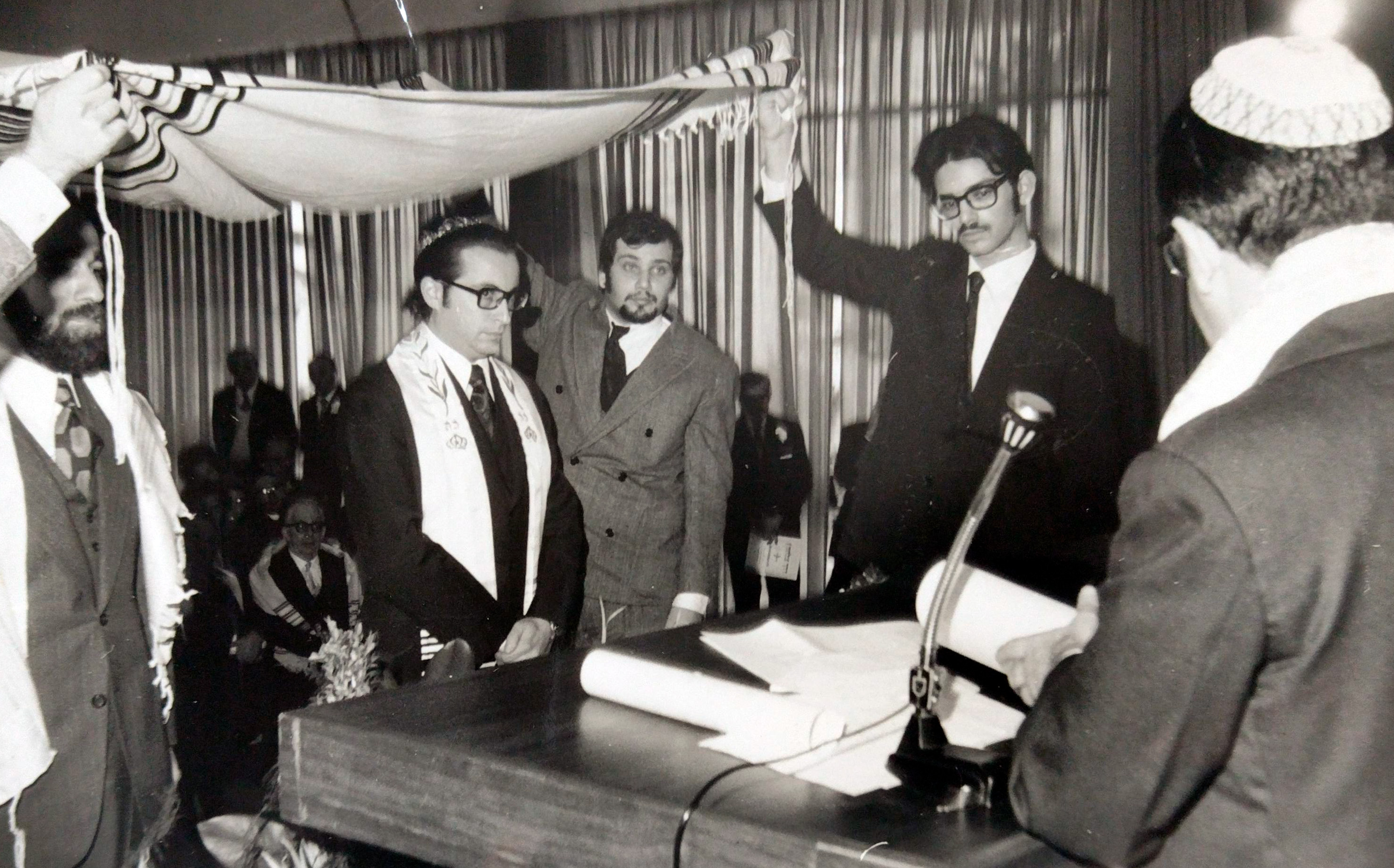
Smija rabínica, Angel Kreiman-Brill, 1er Rabino graduado, 1972

Fue el primer rabino graduado del Seminario Rabínico Latinoamericano (1972), fundando por el rabino conservador Marshall Meyer.
En 1972 obtuvo un doctorado en Leyes por la Universidad Libre (Colombia) Seccional Baranquilla, habiéndose graduado años antes en la Universidad de Buenos Aires como abogado. Se mudó a Santiago en los años setenta y fue Gran Rabino de Chile hasta 1989. Durante los casi tres años que duraría la presidencia de Salvador Allende tuvo grandes dificultades para sobrellevar la situación que le imponía el régimen socialista, aunque en sus propias palabras "de todos modos organizamos la juventud, las conferencias y la vida cultural, bajo los gases lacrimógenos y en medio de las protestas". 

Durante la dictadura de Augusto Pinochet trabajó arduamente por el apoyo a los derechos humanos. Fue cofundador del Comité Pro Paz, una organización de derechos humanos creada en 1973 por las iglesias cristianas junto con la comunidad judía para proteger la vida y la integridad física de las personas perseguidas por los militares durante la Dictadura en Chile. 

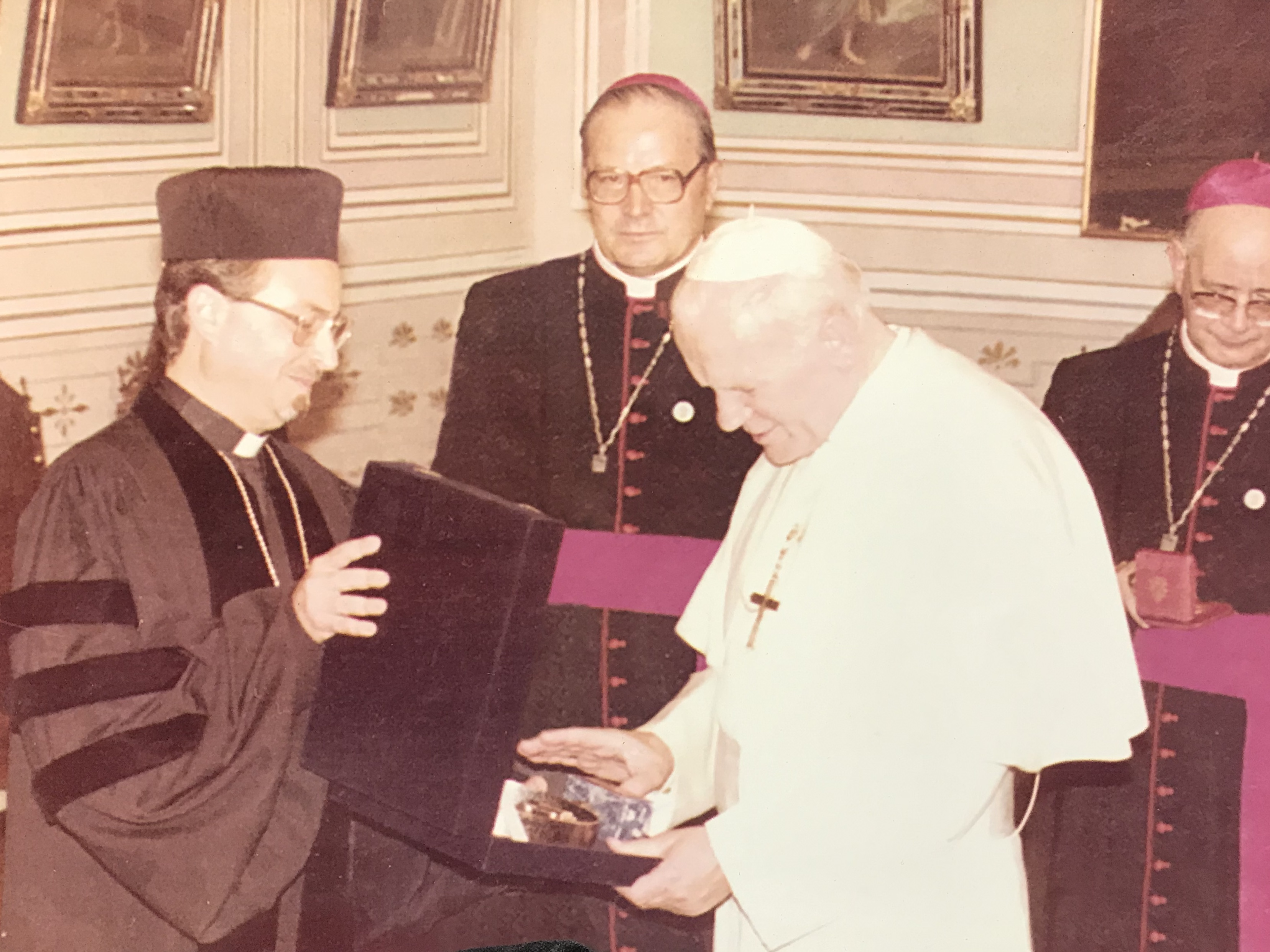
Rabino Angel Kreiman-Brill junto al Papa Juan Pablo II, (Chile 1987)

A comienzos de los años noventa, el Rabino Kreiman-Brill se instaló nuevamente en Buenos Aires. No obstante la razón de su mudanza permanece poco clara. En algunos medios y publicaciones de baja tirada se lo acusó de haber concretado actos inapropiados y encubierto la desaparición forzada del matrimonio Stoulman-Pessa durante los años setenta en Argentina, país que también se encontraba bajo un gobierno militar, mientras otros hablan simplemente de "diferencias" con la dirigencia judía de Chile. Es muy probable, sin embargo, que las acusaciones se deban sencillamente a una intención difamatoria que tuvo por finalidad apartar al Rabino Kreiman-Brill del rabinato chileno y colocar a un representante laico en su lugar, explicación que el mismo rabino dio en una entrevista en Anajnu. 
De todos modos en 1995 retornaría a Chile, a la ciudad sureña de Concepción. 
En 2012 se asentaría en Jerusalem, y se acercaria a la ortodoxia en los últimos años de su vida. 
Falleció en 2014 en Hospital de Rancagua, Chile, tras sufrir una descompensación mientras descansaba en las Termas de Cauquenes.

## Diálogos interreligiosos
De acuerdo con el Rabino Kreiman-Brill, las enseñanzas de Josemaría Escrivá están firmemente enraizadas en las tradiciones talmúdicas sobre el trabajo. "El concepto talmúdico de trabajo", afirmó Kreiman-Brill, "es que el trabajo no es un castigo sino un deber del hombre, una bendición de Dios que nos permite disfrutar plenamente el Shabbath y ser la imagen y semejanza de Dios". Este claro acercamiento al Opus Dei, una de las alas más duras de la Iglesia católica, recibió tanto críticas como elogios desde distintos ámbitos.
Al momento de su elección, celebró el papado de Francisco y en consonancia con Benedicto XVI sostuvo que el desafío más grande para la religión es el relativismo de la cultura posmoderna. En un congreso internacional sobre culturas y racionalidad celebrado en 2004 en la Universidad de Navarra subrayó la necesidad de fundar la renovación del pensamiento antropológico sobre la ley natural. El Rabino Kreiman-Brill consideraba que el fundamento común de la dignidad humana debía encontrarse en los valores morales indeclinables sostenidos por la fe religiosa. Fue crítico del secularismo en tanto que representaba un peligro dentro del seno de las religiones por apartar a los fieles del misterio.
En 1998 visitó Jordania, donde el Rey Hussein lo recibió como huésped de honor. El viaje sirvió para dar comienzo al diálogo judeo-islámico en América latina.
En 2006 tuvo una recordada participación en el programa Creencias del canal Infinito de Argentina como representante del judaísmo.

## Trabajos
- Tesoros de La Tradición Judía (1997)